# Waleed al-Shehri
Waleed al-Shehri (arab. ‏الشهري‎, transliteracja: Alshehri; ur. 20 grudnia 1978 w prowincji Asir, zm. 11 września 2001 w Nowym Jorku) – saudyjski terrorysta, zamachowiec samobójca. 

## Życiorys
Jeden z pięciu porywaczy samolotu linii American Airlines (lot 11), który jako pierwszy rozbił się o jedną z wież World Trade Center (wieżę północną), w czasie zamachów z 11 września 2001 roku.
Jego dokładna data urodzenia nie jest znana. Podejrzewa się następujące daty: 13 września 1974; 5 listopada 1975; 1 stycznia 1976; 3 marca 1976; 8 lipca 1977; 20 grudnia 1978 oraz 11 maja 1979.
Brat Waila al-Shehri – jednego z pozostałych porywaczy samolotu.